# Vingroup
Vingroup ist ein Mischkonzern mit Hauptsitz in der vietnamesischen Hauptstadt Hanoi. Vorsitzender des Unternehmens ist Phạm Nhật Vượng, der erste Milliardär und reichste Mann Vietnams.

## Firmengeschichte
Als Vorläufer der heutigen Vingroup gründete Phạm Nhật Vượng 1993 in der Ukraine den Lebensmittelkonzern Technocom, der sich auf die Herstellung von Fertigprodukten, insbesondere Nudeln, spezialisierte. Mit der Marke Mivina war das Unternehmen überaus erfolgreich und wurde zu einem der größten Unternehmen der Ukraine. Seit 2000 macht der Konzern Geschäfte in Vietnam, wobei zu Beginn vor allem der Immobiliensektor im Zentrum der Geschäftstätigkeit stand. Begründet wird die Verlagerung des Geschäfts nach Vietnam mit dem Wunsch des Firmengründers, zur Entwicklung seines Heimatlandes beizutragen. Bald expandierte der Konzern, der seit 2007 unter dem Namen Vingroup agiert, und wurde im Einzelhandel und im Gesundheitssektor zu einem der führenden Unternehmen Vietnams. Heute sind Tochterunternehmen der Vingroup in vielen Branchen in Vietnam führend.
2009 kaufte Nestlé das Unternehmen Technocom für 150 Millionen US-Dollar.
2013 investierte der US-amerikanische Investmentfonds Warburg Pincus 200 Millionen US-Dollar in das Unternehmen, damit dieses seine Tätigkeiten in den Bereichen Krankenhäuser, Schulen, Handelseinrichtungen und Tourismus ausbauen konnte.
Im Jahresbericht 2015 legte Vingroup einen Fünf-Jahres-Plan zur Fortsetzung des rasanten Wachstums des Unternehmens vor. Insbesondere die Tochterunternehmen Vinmart und Vinpearls sollen nach dem Plan stark wachsen. Außerdem rief der vorgelegte Plan ein Jahr der Effizienz und der Qualität aus. Im Rahmen dieses Projekts wurden Veränderungen in den Bereichen Unternehmensführung und Personalwesen angestoßen.
Aufsehen erregte das Projekt des Konzerns, eine Autoproduktion in Vietnam aufzubauen. 2017 begann der Bau einer Fabrik in Haiphong, der inzwischen abgeschlossen ist.

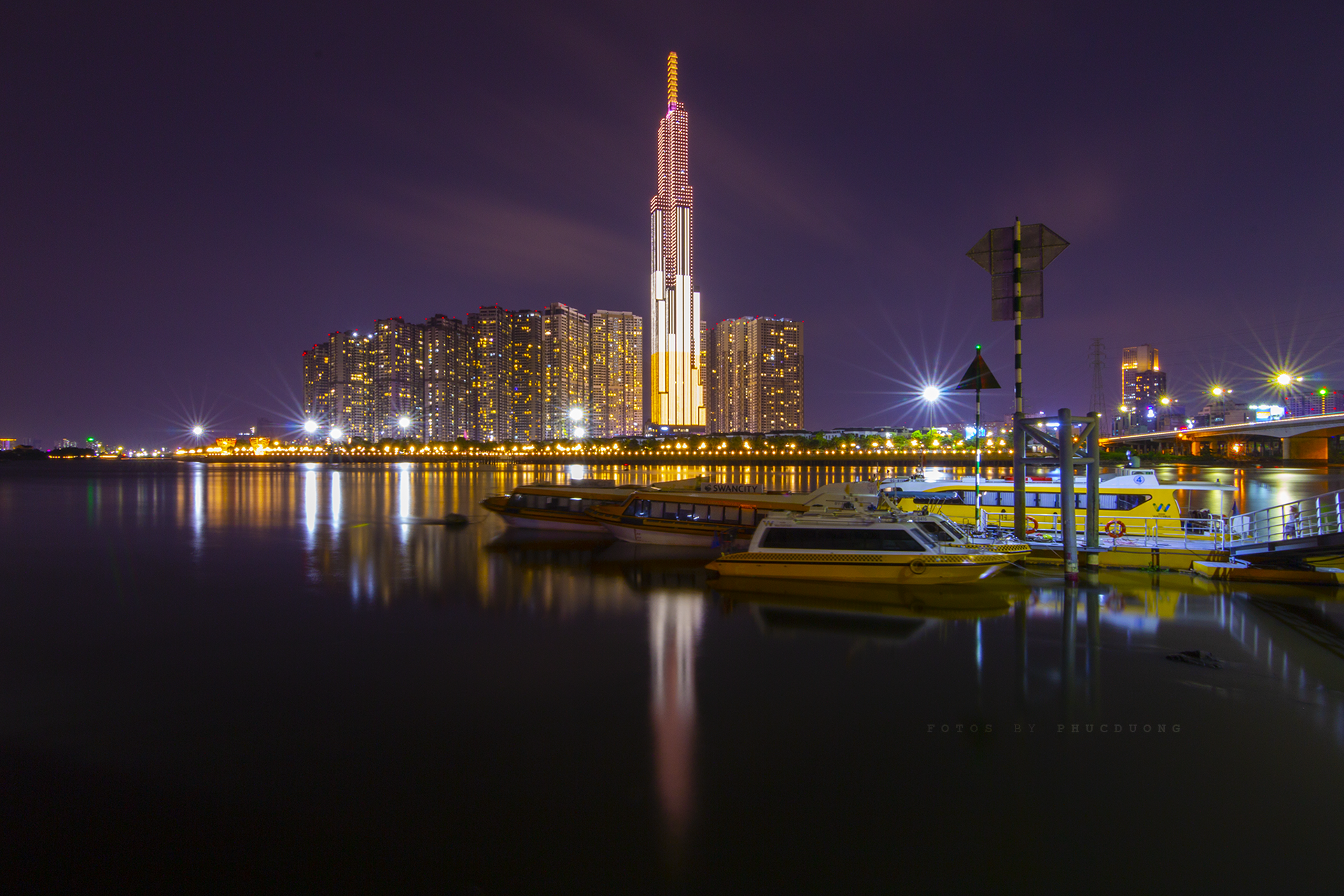
Landmark 81 im Zentrum einer von der Vingroup angelegten Anlage

Im April 2018 wurde das Hochhaus Vincom Landmark 81 fertiggestellt, das mit einer Höhe von 461,5 Metern das zweithöchste Gebäude Südostasiens ist. Es steht im Vinhomes Central Park, einem von Vincity angelegten Stadtviertel im Osten von Ho-Chi-Minh-Stadt.
Im Juli 2018 schloss Vingroup einen Vertrag mit dem spanischen Unternehmen Mundo Reader S.L., der besagt, dass Vingroups Tochterunternehmen VSmart künftig Geräte der Marke BQ produzieren und vertreiben darf.
Im August 2018 kündigte die Vingroup die Gründung eines Technik-Hubs in Hanoi an. Das dem Silicon Valley nachempfundene Technikzentrum soll sich insbesondere der künstlichen Intelligenz widmen.

## Anteilseigner
Die Vingroup ist eines der wenigen komplett nicht-staatlichen Unternehmen in Vietnam und an der Ho Chi Minh City Stock Exchange gelistet. 30 Prozent der Anteile hält Gründer Phạm Nhật Vượng, ausländische Investoren kommen auf insgesamt 15 Prozent der Anteile am Mischkonzern. Der Wert der Aktien entwickelte sich mit einem jährlichen Wachstum von bis zu 75 Prozent außerordentlich positiv.

## Geschäftszweige
Der Mischkonzern mit seinen vielen Tochterunternehmen ist in sieben Geschäftsbereiche gegliedert.

### Immobilien
Investitionen in Immobilien stellten den Beginn der unternehmerischen Tätigkeit der Vingroup in Vietnam dar. Heute sind drei Marken des Konzerns in diesem Bereich tätig.
- Vincom: Vincom bietet Immobilien für Einkaufszentren sowie für Kultur- und Freizeiteinrichtungen an.

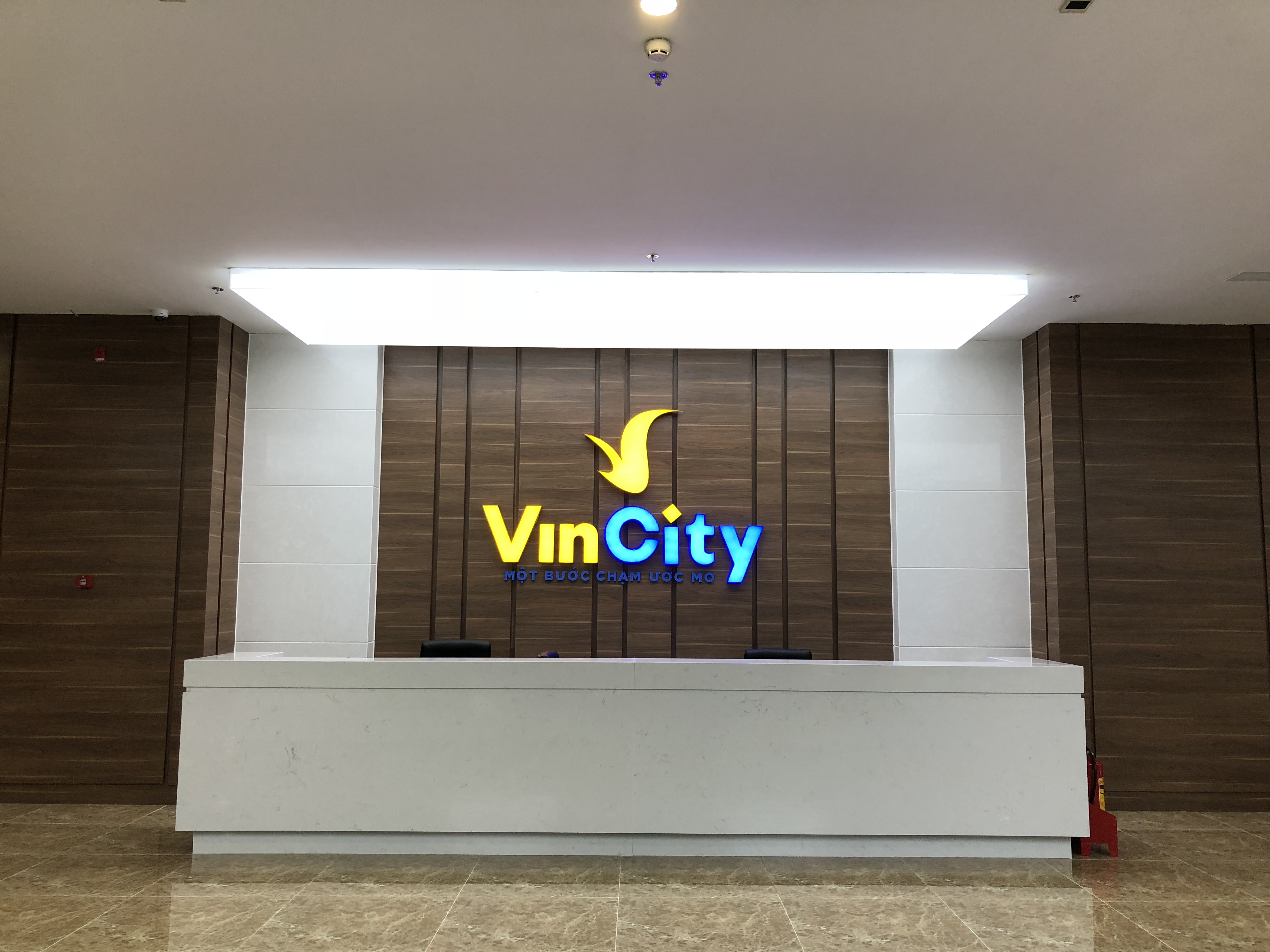
Vincity

- Vincity: Vincity wurde 2016 gegründet und spricht vor allem die Mittel- und Oberschicht an. Angeboten werden vor allem Immobilien in Vororten von Großstädten wie Hanoi oder Ho-Chi-Minh-Stadt.[8]
- Vinhomes: Vinhomes ist im Premium-Segment des Immobilienmarktes tätig, wobei vor allem Immobilien in zentraler Lage in Großstädten angeboten werden. Seit Mai 2015 ist Vinhomes an Ho Chi Minh City Stock Exchange gelistet.[9]

### Bewirtung und Unterhaltung
Zu dem Konzern gehören Hotels und Ressorts. Die Entwicklung des Tourismus zählt zu den Zielen des Gründers Phạm Nhật Vượng.

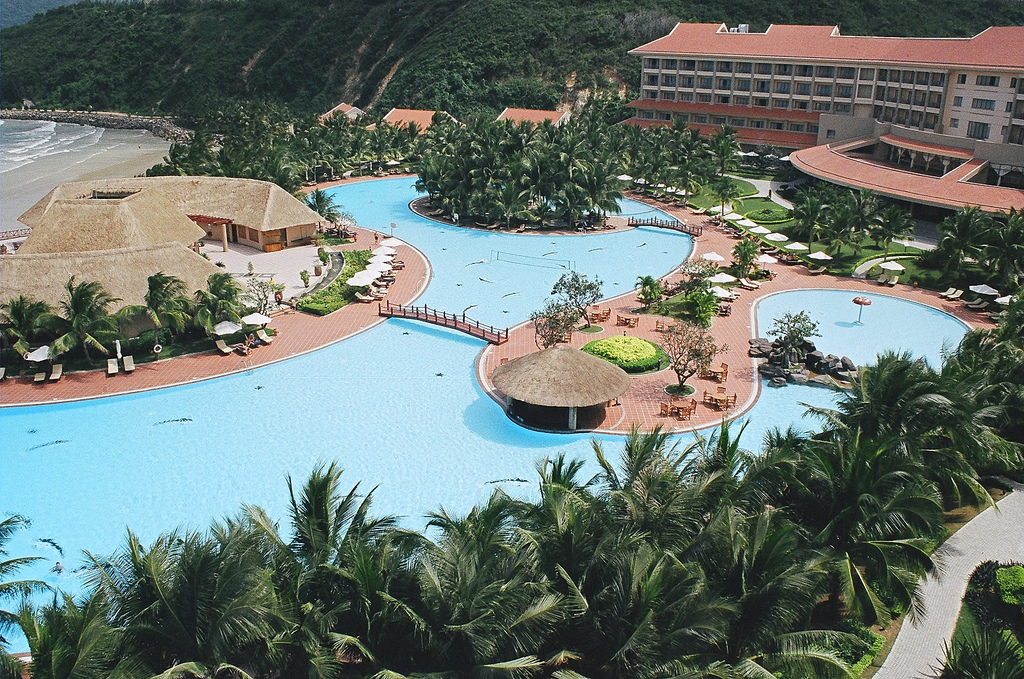
Ein Hotel von Vinpearl in Nha Trang

- Vinpearl: Vinpearl betreibt zahlreich Hotels und Ressorts entlang der vietnamesischen Küste. Zu Vinpearl gehören außerdem Freizeitparks, Golfplätze, Restaurants und Spa. Ziel von Vinpearl ist es, Vietnam für Touristen attraktiv zu machen und einen 5-Sterne-Standard in Vietnam zu etablieren.[10]

### Einzelhandel
Der Einzelhandel zählt zu den ältesten Geschäftszweigen des Unternehmens.
- Adayroi: Adayroi ist eine E-Commerce-Plattform, über die eine große Bandbreite von Produkten angeboten wird.[11]
- Vinpro: Vinpro verkauft elektronische Geräte aller Art.
- Vinmart: Vinmart betreibt Supermärkte in vielen vietnamesischen Städten.

### Gesundheit
Die Vingroup ist an zahlreichen Krankenhäusern beteiligt.
- Vinmec: Vinmec wurde 2012 gegründet und strebt danach, eine medizinische Versorgung nach internationalen Standards in Vietnam aufzubauen. Zu diesem Zweck wurden zahlreiche Krankenhäuser errichtet und moderne Ausstattung aus führenden Industrienationen importiert. Das erste Krankenhaus des Unternehmens nahm im April 2015 in Hanoi den Betrieb auf. Außerdem arbeitet Vinmec an einer Plattform zum Austausch von Daten zwischen Krankenhäusern.[12] Alle Gewinne des Tochterunternehmens Vinmec werden für wohltätige Zwecke genutzt.

### Bildung
Das Engagement im Bereich Bildung ist Teil von Phạm Nhật Vượngs Wunsch, mit seiner unternehmerischen Tätigkeit die Entwicklung Vietnams anzutreiben.
- Vinuni: Vinuni ist ein Projekt der Vingroup, an dessen Ende eine Universität stehen soll, die sich mit den Eliteuniversitäten weltweit messen kann und mit diesen im Austausch stehen soll. Vor allem in den Bereichen Wirtschaft, Technologie und Medizin soll die Vinuni durch international anerkannte Professoren und Kooperationen mit den Universitäten der Ivy-League eine führende Rolle einnehmen.
- Vinschool! Zu Vinschool gehören Schulen und Kindergärten, wobei besonders die Talentförderung im Vordergrund steht. Alle Gewinne von Vinschool werden für wohltätige Zwecke genutzt.

### Landwirtschaft
Im Bereich der Landwirtschaft arbeitet die Vingroup an nachhaltigen Arten der Landwirtschaft.
- Vineco: Vineco wurde 2015 gegründet und ist auf Lösungen für eine nachhaltige Landwirtschaft spezialisiert. So werden moderne Geräte, wie beispielsweise Bewässerungsanlagen importiert, um die vietnamesische Landwirtschaft effizienter zu gestalten. Seit 2016 gibt es eine Partnerschaft zwischen Vineco und Landwirten, die sich die Veränderung der vietnamesischen Landwirtschaft hin zu einer nachhaltigeren und saubereren Landwirtschaft zum Ziel gesetzt hat.

### Industrie
Im Bereich der Industrie ist insbesondere das ambitionierte Projekt des vietnamesischen Autos zu finden.
- Vinfast: Vinfast hat sich zum Ziel gesetzt, ein vietnamesisches Auto zu bauen. Am Standort Haiphong entstand innerhalb von 15 Monaten ein 235 Hektar großes Werksgelände, in der Mitte 2019 die ersten vietnamesischen Autos fertiggestellt werden sollen. Der Standort hat eine Kapazität, um 500.000 Autos pro Jahr zu produzieren. Vorerst sollen 250.000 vietnamesische Autos pro Jahr vom Band laufen. Für das Projekt Vinfast investierte Vượng schätzungsweise drei Milliarden US-Dollar und warb Fachleute aus Italien, den USA und Deutschland an.[13] Im ersten Quartal 2020 zählte Vinfast mit knapp 5000 verkauften Einheiten zu den erfolgreichsten Autoherstellern in Vietnam nach Marktanteil.[14] 2022 kündigte Vinfast die Errichtung eines Autowerks in North Carolina und den Börsengang in den Vereinigten Staaten an.[15]

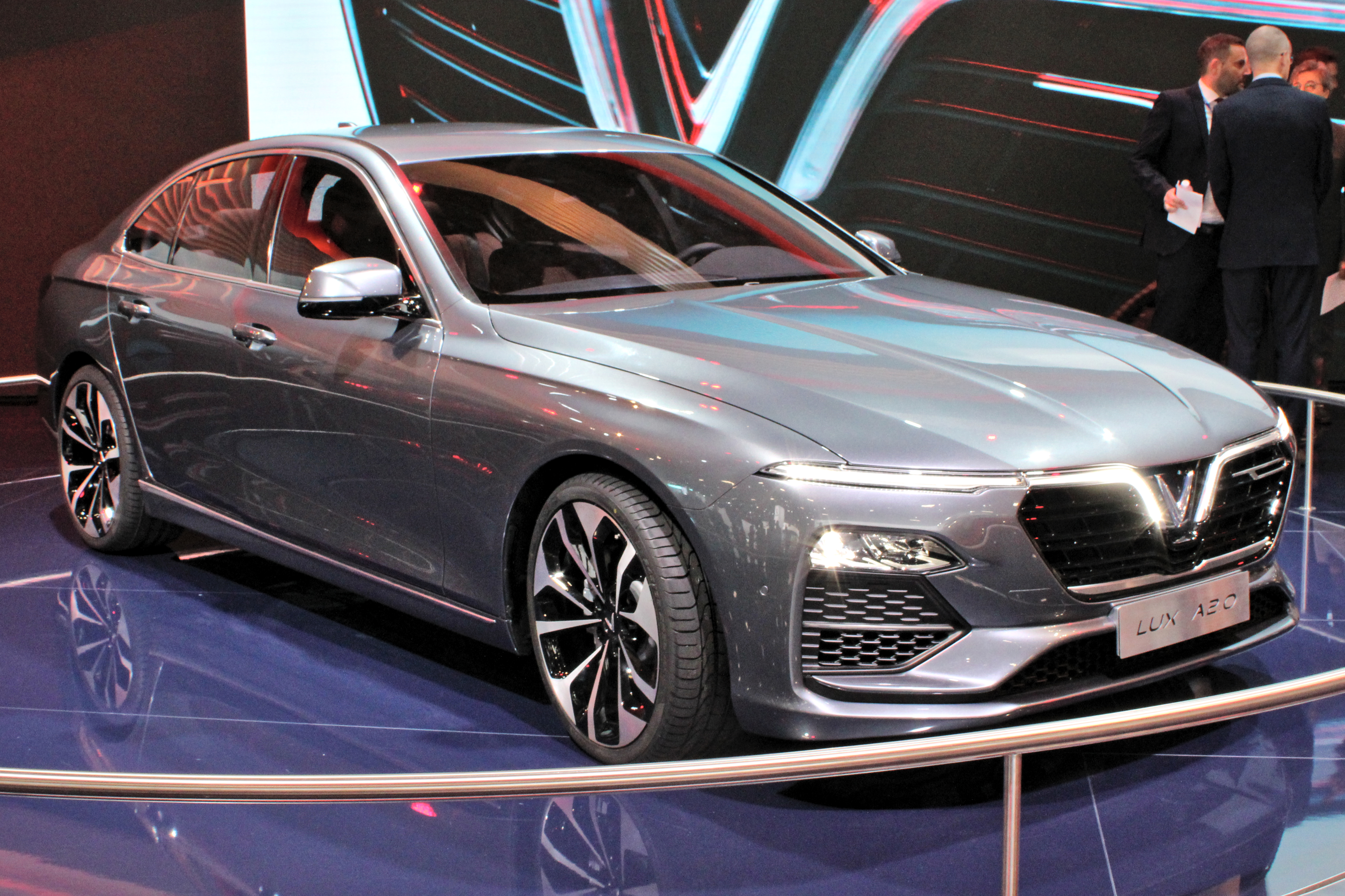
Vinfast Lux A 2.0 auf Basis des BMW F10
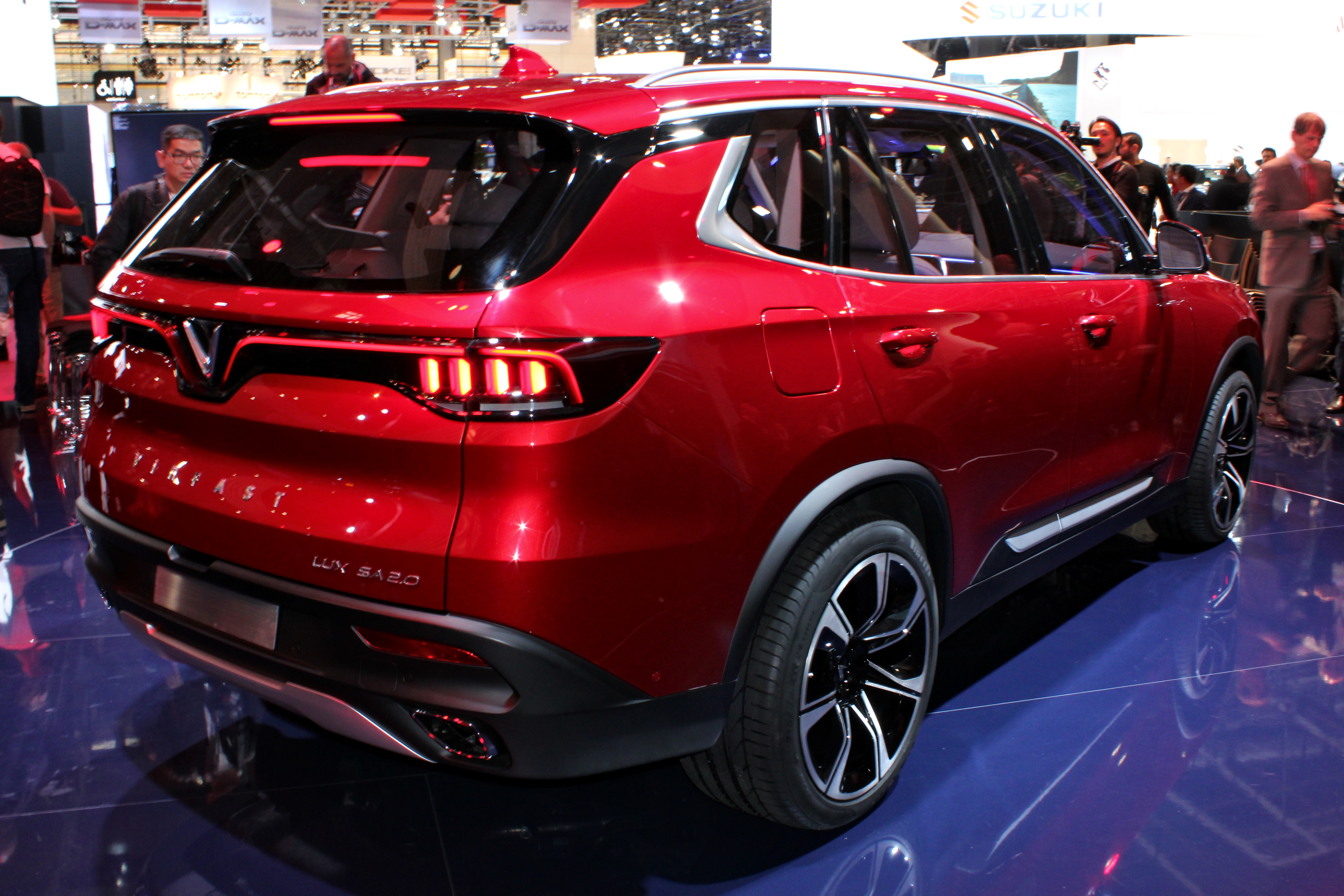
Vinfast Lux SA 2.0 auf Basis des BMW F15